# رؤیاپردازان
«رؤیاپردازان» (انگلیسی: Dreamers) ترانه‌ای از خواننده کره‌ای جونگ‌کوک عضو گروه پسرانهٔ بی‌تی‌اس است. این ترانه به عنوان بخشی از آلبوم آهنگ‌های تبلیغاتی جام جهانی فوتبال ۲۰۲۲ ضبط شده‌است. فهد الکبیسی نیز در خواندن این ترانه همکاری داشته‌است. «رؤیاپردازان» در ۲۰ نوامبر ۲۰۲۲ در طی مراسم افتتاحیه جام جهانی فوتبال منتشر شد.

## اجرای زنده و انتشار
در ۱۹ نوامبر ۲۰۲۲، جونگ‌کوک اعلام کرد که ۲۰ نوامبر در مراسم افتتاحیه جام جهانی فوتبال ۲۰۲۲ این ترانه را خواهد خواند. جونگ‌کوک با لباسی به‌طور کامل مشکی که توسط رقصندگان پس زمینه احاطه شده بود اجرا کرد و فهد الکبیسی نیز از میانهٔ
اجرا به او پیوست.

## موزیک ویدئو
در ۱۹ نوامبر، همزمان با اطلاعیهٔ انتشار آهنگ، اعلام شد که قرار است یک موزیک ویدئو در ۲۲ نوامبر در کانال یوتیوب فیفا منتشر شود.

## بازخورد
این ترانه بازخوردهای مثبتی از طرفداران بی‌تی‌اس به نام آرمی دریافت کرد. در مدت یک روز پس از انتشار رسمی، این ترانه در جایگاه شماره یک جدول‌های آی‌تیونز حداقل ۱۰۲ کشور قرار گرفت.

## جدول‌های موسیقی
| جدول (۲۰۲۲)                      | بهترین جایگاه |
| -------------------------------- | ------------- |
| تک‌آهنگ‌های دیجیتال ژاپن (اوریکون) | ۸             |